# Celastrina crimissa
Celastrina crimissa är en fjärilsart som beskrevs av Hans Fruhstorfer 1917. Celastrina crimissa ingår i släktet Celastrina och familjen juvelvingar. Inga underarter finns listade i Catalogue of Life.